# Silicoalluminofosfati
I silicoalluminofosfati, SAPO, sono materiali cristallini microporosi acidi, con pori di dimensione massimo dei 15 ångström Å (m-10). 

Hanno strutture altamente cristalline e porosità controllate, regolari ed elevata area superficiale, vengono utilizzate come setacci molecolari e catalizzatori, ad esempio la SAPO-34 è utilizzata per produrre etene dal metanolo.
Alcune loro strutture sono analoghe alle zeoliti, come ad esempio:
- la SAPO-34 strutturalmente uguale alla Cabasite
- la SAPO-37 strutturalmente uguale alla Fajasite
- la SAPO-42 strutturalmente uguale alla Zeolite A.

Le SAPO oltre al silicio ed all'alluminio come le zeoliti hanno anche il fosforo.

Il Si, il P e l'Al sono presenti in unità tetraedriche connesse fra loro dall'ossigeno.

Sono composti acidi; ciò è dovuto alla sostituzione del Si+4 con Al+3 questo fa sì che nella struttura della SAPO, formalmente rappresentabile come -Si-O-Al-O-P- si produca una carica negativa sull'ossigeno tra il silicio e il fosforo bilanciata da un protone H+, generando un sito accettore di elettroni, quindi acido localizzato.

Possono anche essere bilanciate da ioni metallici.

## SAPO metallo sostituite
L'acronimo è Me-APSO; i metalli possono essere Cu, nella SAPO ha carica+2,+3 creando un sito redox, come il Ti con carica+4, il V con carica+5, il Cr con carica +3 il Mn con carica +2 e il Co con carica +2.
I metalli sostituiscono prevalente l'alluminio nella struttura; queste SAPO sono usate per lo più nella calalisi riduttiva selettiva SCR, come ad esempio la degradazione del N2O a N2 e O2.

## Sintesi
Le SAPO vengono sintetizzate tramite due miscele: la prima con Al(OH)3, H2PO4 e H2O; dopodiché viene unita alla seconda miscela contenente SiO2, H2O e templante.
Il tutto viene agitato vigorosamente.

Questo gel viene immesso in una camicia di teflon dentro un'autoclave e scaldato dai 150 ai 165 °C sotto pressione autogena per 7-8 giorni.
Il prodotto viene filtrato, lavato con acqua distillata e seccato.

Ora il templante organico, intrappolato nei micropori viene rimosso per liberarli e rendere attive le SAPO, tramite calcinazione in flusso d'aria a 800-850 °C per 12-16 ore.

Per preparare delle Me-APSO bisogna aggiungere il sale del metallo nella seconda soluzione prima di aggiungere il templante.

Queste sono le linee guida; poi per ogni SAPO ci saranno condizioni operative diverse che permetteranno di avere SAPO con un'unica fase cristallografica ben definita e una maggiore cristallinità.

## Caratterizzazione
Le SAPO sono studiate tramite la diffrazione dei raggi X, per poterne capire le fasi cristalline, la cristallinità e dimensione dei grani, l'analisi termogravimetrica per studiare la stabilità termica alle varie temperature.